# Landgericht Klingenberg
Das Landgericht Klingenberg war ein von 1814 bis 1879 bestehendes bayerisches Landgericht älterer Ordnung mit Sitz in Klingenberg am Main im heutigen Landkreis Miltenberg. Die Landgerichte waren im Königreich Bayern Gerichts- und Verwaltungsbehörden, die 1862 in administrativer Hinsicht von den Bezirksämtern und 1879 in juristischer Hinsicht von den Amtsgerichten abgelöst wurden.

## Geschichte

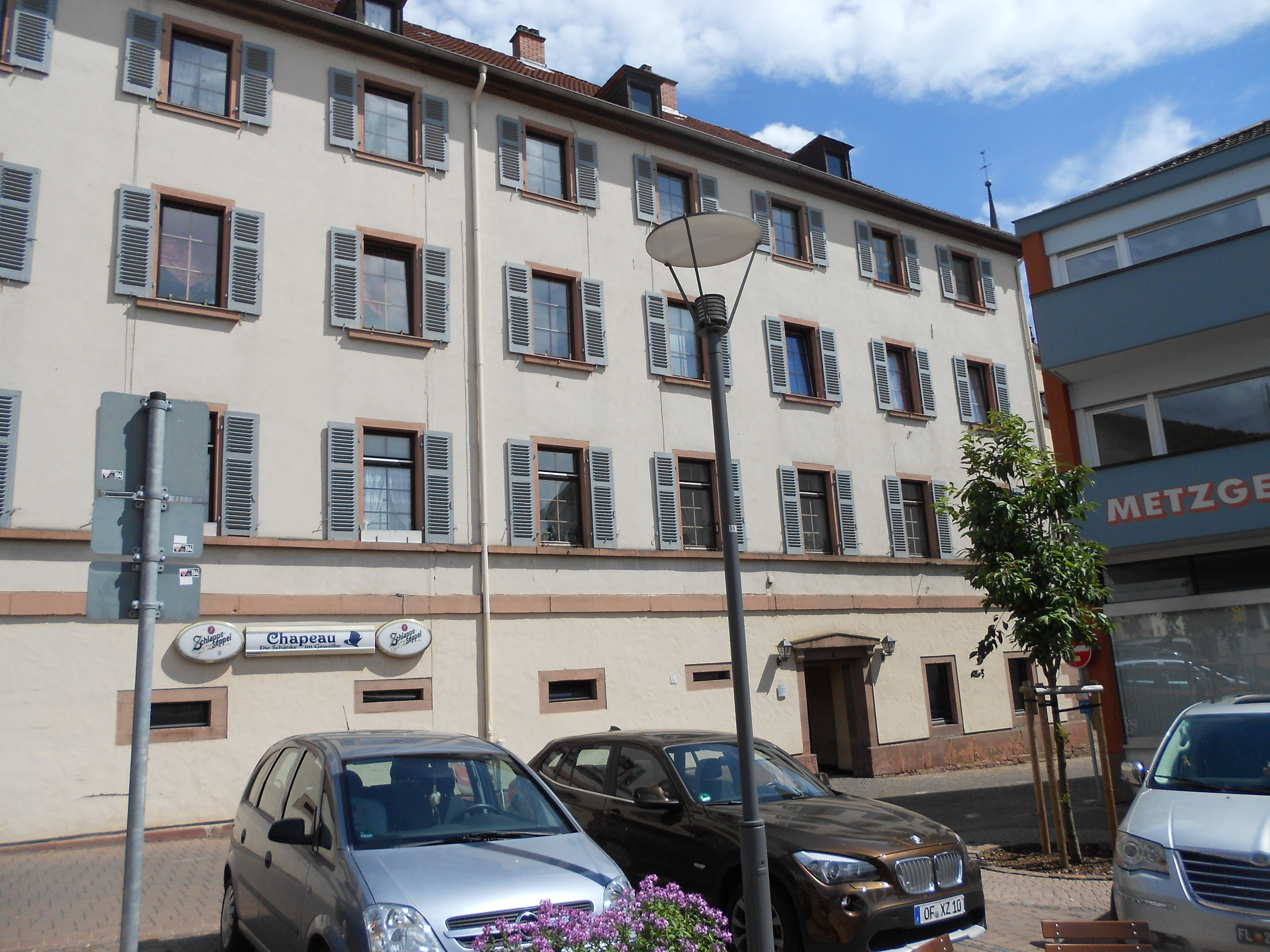
Ehemaliges Landgericht Klingenberg in der Hauptstraße 5, erbaut im ersten Drittel des 19. Jahrhunderts (Baudenkmal)

Am 1. Oktober 1814 wurde das Landgericht Klingenberg errichtet. Dieses kam im Jahr 1817 zum neu gegründeten Untermainkreis, dem Vorläufer des späteren Regierungsbezirks Unterfranken.
Von 1857 bis 1879 gehörte es zum Bezirksgericht Aschaffenburg.
Mit Inkrafttreten des Gerichtsverfassungsgesetzes am 1. Oktober 1879 wurde das Amtsgericht Klingenberg errichtet, dessen Bezirk aus den Gemeinden Eichelsbach, Elsenfeld, Erlenbach am Main, Eschau, Hausen, Hobbach, Hofstetten, Klingenberg, Mechenhard, Mönchberg, Röllbach, Röllfeld, Rück, Schippach, Schmachtenberg, Sommerau, Streit, Trennfurt und Wörth am Main des vorhergehenden Landgerichtsbezirks Klingenberg geschaffen wurde.